# Jeep-Eagle

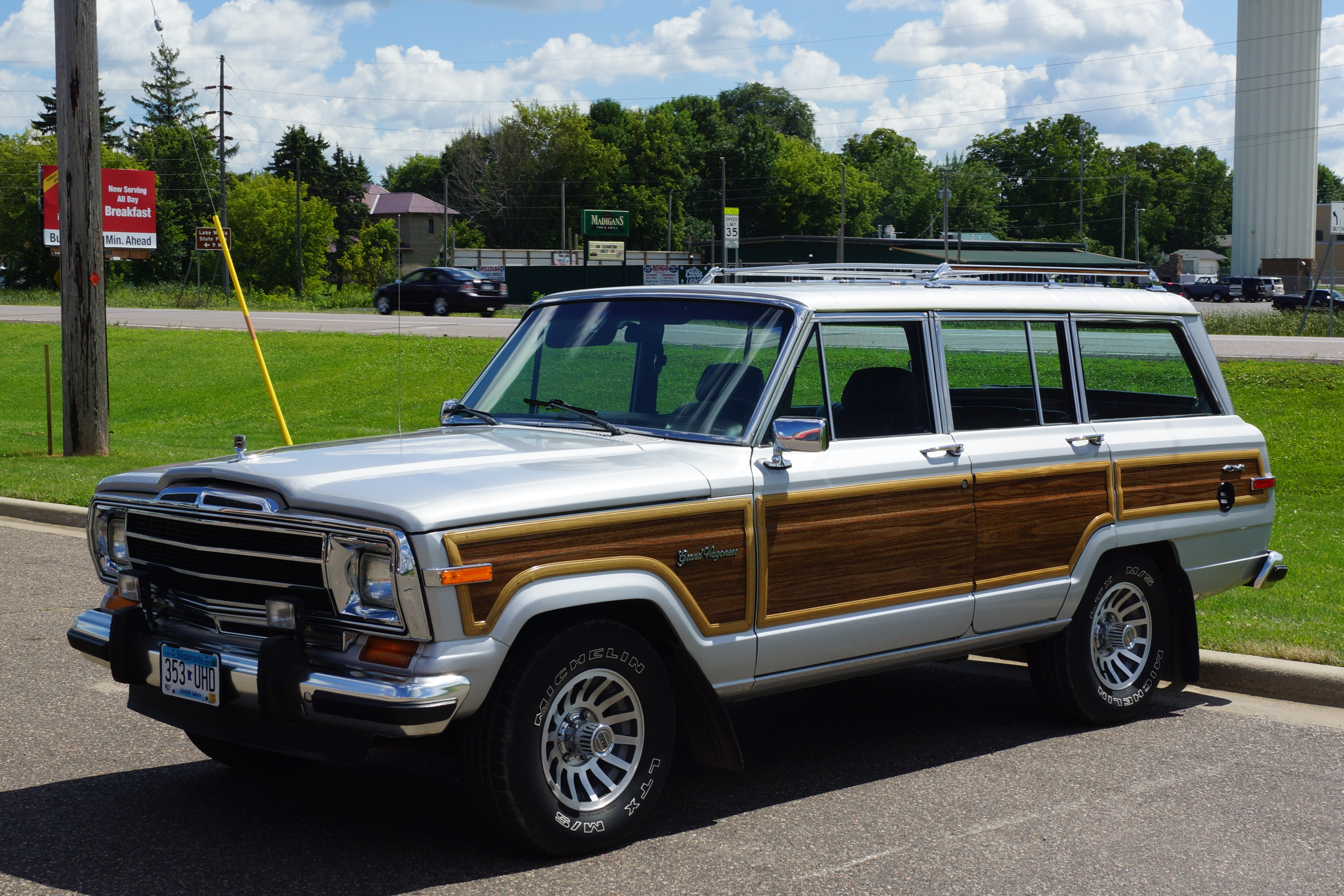
Jeep Grand Wagoneer de 1990, que todavía conservaba gran parte del diseño de la etapa de AMC

Jeep-Eagle fue el nombre de la división de ventas de automóviles creada por Chrysler Corporation después de hacer efectiva la oferta pública de adquisición de 2.000 millones de dólares por American Motors Corporation (AMC) en 1987. La división comercializó distintas gamas de vehículos hasta 1997.

## Historia
La División Jeep-Eagle consistía principalmente en lo que quedaba de American Motors después de su adquisición por parte de Chrysler. El primer vicepresidente del grupo fue Joseph Cappy, quien anteriormente había ocupado el cargo de presidente y director ejecutivo de AMC.
La nueva organización era responsable de continuar con la promoción, las ventas y la ingeniería de productos para la gama de Jeep y los demás vehículos de AMC, sobre todo el AMC Eagle. Era una manera de absorber los casi 1.200 concesionarios de American Motors en el sistema de distribución de Chrysler y hacer que "cumplieran con estándares de calidad más estrictos". La nueva división otorgó a Chrysler tres organizaciones de concesionarios porque las leyes estatales de franquicias impedían que Chrysler fusionara la red de concesionarios de AMC con sus sistemas de franquicias Chrysler-Plymouth o Dodge existentes, además de impedir la venta de productos Chrysler existentes a través de los concesionarios de AMC.
Una vez completada la fusión, Chrysler cambió el nombre al Eagle Medallion bajo la marca Eagle y dejó de producir los modelos Renault Alliance, Encore y GTA. Los distribuidores de AMC continuaron comercializando y dando servicio a la popular marca de todoterrenos Jeep. También fueron responsables de vender el nuevo Eagle Premier, en el que Renault y AMC habían estado trabajando desde 1982 y que originalmente planeaban lanzar en 1987, poco antes de la fusión.
La estrategia empresarial recién establecida de la división Jeep-Eagle consistía en aumentar la producción de Jeep y concentrar más dinero en la promoción de las ventas. El nuevo "paraguas de mercadotecnia de Eagle" también comercializó versiones de vehículos producidos por Diamond-Star Motors.
Chrysler esperaba hacer de Jeep-Eagle su "división especializada", vendiendo productos claramente diferentes de los productos basados en la plataforma K. Se suponía que los automóviles de pasajeros Eagle atraer a los compradores de vehículos de importación. Sin embargo, los modelos de la gama evolucionaron del innovador Premier de tamaño completo y el Medallion de tamaño mediano importado, a una mezcolanza de coches desarrollados entre Chrysler y Mitsubishi. Eventualmente, muchos automóviles de la marca Eagle se duplicaron en los concesionarios Dodge y Chrysler. La compañía matriz hizo un esfuerzo de buena fe para darle una identidad a la marca Eagle, al ofrecer un Eagle Talon 4x4, básicamente una versión de ingeniería de marca del Mitsubishi Eclipse AWD. Sin embargo, las ventas se vieron obstaculizadas por errores de mercadotecnia.
La consecuencia fue que la parte de la división identificada con Jeep siguió siendo la marca más conocida y popular. Chrysler se aferró a la herencia de Jeep y los anuncios que presentaba Lee Iacocca aseguraban que, después de que Chrysler se hiciera cargo de AMC, "no jugaremos con una institución estadounidense. Jeep seguirá siendo Jeep. Esa es una promesa". Muchos de los concesionarios de AMC/Jeep establecidos desde hacía mucho tiempo consideraron que la nueva línea Eagle de automóviles de pasajeros era menos rentable que su negocio con Jeep. American Motors había eliminado gradualmente los automóviles de pasajeros con tracción trasera de fabricación nacional después de 1983 y sus importaciones cautivas con tracción delantera no lograron éxitos de ventas. Por lo tanto, la experiencia en ventas y servicio de los concesionarios AMC/Jeep se centró en los modelos de tracción en las cuatro ruedas de Jeep y en los Eagle 4x4 de AMC.
El objetivo de Eagle Division era apuntar a los consumidores que "son jóvenes, de la época de la explosión de natalidad, de mentalidad independiente, educados y prósperos y sus hermanos y hermanas menores, de la Generación X". Sin embargo, los clientes de Eagle compraron vehículos Dodge, Plymouth o Chrysler similares a los Eagle; de manera que, según Chrysler, la caída de los modelos Eagle ya no justificaba la inversión requerida para mantener la marca. Aunque Chrysler había planeado rediseñar el Chrysler Vision para 1999, la producción continuó solo hasta septiembre de 1997. El modelo se comercializó más tarde como Chrysler 300M porque ya se había tomado la decisión de abandonar la marca Eagle.
Jeep se convirtió en una división independiente cuando la marca Eagle se retiró poco después de la fusión de Chrysler con Mercedes-Benz Group en 1998, y se hicieron esfuerzos para fusionar las marcas Chrysler y Jeep como una sola unidad de ventas. Los concesionarios que solo tenían franquicia de Chrysler carecían de un vehículo utilitario deportivo (SUV) para vender. La incorporación de la línea Jeep les permitió competir en este popular segmento del mercado. Si bien agregar vehículos Jeep a los automóviles Chrysler ayudó a los concesionarios de Chrysler, también eliminó la necesidad de continuar con la marca Eagle.